# عمي (فلم مغربي)
عمي هو فيلم مغربي من إخراج نسيم عباسي سنة 2017، وبطولة كل من عالية الركاب، عبد الرحيم التونسي، محمد الخياري، عزيز داداس، منال الصديقي، سعاد العلوي، نور الدين بكر، وآخرون.

## القصة
يحكي الفيلم قصة «عالية» الممثلة التي تعيش في شقة بالرباط تكتريها رفقة زميلتيها «ليلى» و«هند»، وتحاول أن تشق طريقها في مجال السينما، أملا في أن تصبح ممثلة مشهورة؛ وفي يوم من الأيام يزورها عمها «عبد الرؤوف» الذي لم تره منذ فترة طويلة ويقيم عندها، فيصبح التعايش بين رفيقات الغرفة الثلاث والعم أكثر صعوبة يوماً بعد يوم، حيث تكشف حكاية عالية الكثير من خفايا عالم الإنتاج السينمائي. 

## روابط خارجية
- مقالات تستعمل روابط فنية بلا صلة مع ويكي بيانات